# Paix et guerre entre les nations
Paix et guerre entre les nations est un ouvrage de Raymond Aron sur les relations internationales, paru pour la première fois en 1962.

## Plan de l'œuvre
Paix et guerre entre les nations se divise en quatre parties :
- « Théorie (concepts et systèmes) » ;
- « Sociologie (déterminants et régularités) » ;
- « Histoire (le système planétaire à l'âge thermonucléaire) » ;
- « Praxéologie (les antinomies de l'action diplomatico-stratégique) ».

Ce plan traduit la démarche suivante : Aron s'efforce de dégager des concepts utiles à l'analyse des relations entre unités politiques, d'expliquer ces concepts, de montrer leur application dans l'histoire depuis 1945, pour enfin chercher à savoir s'il est possible d'établir des règles rationnelles dans la conduite des relations internationales.

## Les relations internationales selon Raymond Aron
Pour Aron, ce qui caractérise les relations internationales, c'est le fait que, contrairement à la situation courante dans l'ordre interne aux États, il n'existe pas d'instance supérieure aux États, détentrice du monopole de la violence légitime (selon l'expression de Max Weber). En l'absence d'arbitre suprême, chaque État dispose du droit de recourir à la violence.
Le « système international » est donc l'« ensemble constitué par des unités politiques qui entretiennent les unes avec les autres des relations régulières et qui sont susceptibles d'être impliquées dans une guerre générale ». Une connaissance sur la structure du système international ne suffit pas pour renseigner sur la réalité de système, mais il faut une certaine connaissance sur le fonctionnement du système international. "Les acteurs utilisent leurs ressources pour avoir des avantages et donc les transformer en bien. Ce qui signifie qu'un changement dans le système international notamment sur des unités entraîne un changement des relations internationales".